# Jens Bjerre (eventyrer)
 For alternative betydninger, se Jens Bjerre. (Se også artikler, som begynder med Jens Bjerre)
Jens Bjerre (født 16. marts 1921 i Maribo - død 17. februar 2020) var søn af Markus Bjerre og Ingeborg Kathrine Kjellerup og var en dansk eventyrer, forfatter og filmmand. Han var opvokset i Skive og blev uddannet journalist ved dagblade i provinsen. Politisk redaktør ved Aftenbladet 1943-1947. Under besættelsen var han aktiv i modstandsgruppen BOPA. Freelance rejsejournalist og foredragsholder fra 1947. Bjerre tog i 1947 til Sydafrika, hvor han stiftede bekendtskab med san-buskmændenes kultur. Året efter vendte han tilbage og optog filmen Kalahari, der giver et indblik i dette folks ritualer. I 1960'erne tilbragte Bjerre en længere periode sammen med aboriginerne i Northern Territory. Jens Bjerre har udgivet fem bøger om sine rejser og møder med naturfolk, hans seneste bog er erindringsværket "Forsvundne Verdner" 2005. Bjerre var formand for den danske udgave af Eventyrernes Klub i 1977 og var æresmedlem af klubben. Jens Bjerre var gift med Ketty Marie Bjerre f. Larsen fra 1950 til hendes død i 1983 og derefter med Lone Bjerre f. Høy siden 1987.

## Rejsejournalistik
Siden 1947 freelance rejsejournalist. Bjerre havde skrevet artikler og reportager til talrige danske og udenlandske blade og tidsskrifter bl.a. Life Magazine, Paris Match og The Illustrated London News, samt leveret radioreportager fra Afrika til BBC London.

## Videnskabelige ekspeditioner og foredrag
I samarbejde med Royal Geographical Society i London og Nationalmuseet i København havde Bjerre gennemført ekspeditioner til Kalahariørkenen) og det indre af Australien. Han havde desuden deltaget i flere af den australske regerings kortlægningsekspeditioner til ukendte egne af Ny Guinea, og var med til at organisere og deltage i Københavns Universitets Noona Dan-ekspedition til Stillehavet i 1961-62. Han har desuden foretaget indsamlinger til Nationalmuseet fra Ny Guinea. 
Bjerre havde holdt foredrag på universiteter og museer i Danmark og på Harvard, Yale og Stanford i USA, samt i National Geographic Society i Washington og Royal Geographical Society i London. Desuden talte han på den internationale antropologkongres i Moskva 1964.

## Danske dokumentarfilm
- 1949 Fra Cario til Cap
- 1951 Himalaya - Verdens tag
- 1959 O'Kung - Afrikas sidste urfolk
- 1962 På togt med Noona Dan og det ukendte Ny Guinea
- 1963 Sydhavets glemte folk
- 1967 Det nye Kina
- 1970 Asha
- 1971 Orissa
- 1976 Indiens sjæl
- 1978 Blandt menneskeædere på Ny Guinea
- 1978 Kalahari. Afrikas buskmænd
- 1978 Med Jens Bjerre blandt buskmænd
- 1978 Atomtidens stenalderfolk. Australiens aboriginals
- 1986 Dissappearing Worlds
- 1994 Ny Guinea - Møde med fortiden